# Viktor Tsyhankov
Viktor Vitaliyovych Tsyhankov (Em ucraniano: Віктор Віталійович Циганков), ou simplesmente Viktor Tsyhankov (Nahariya, 15 de novembro de 1997), é um futebolista ucraniano que atua como ponta-direita. Atualmente, defende o Girona.

## Carreira
Nascido em Nahariya, em Israel, onde seu pai, Vitaliy Tsygankov, jogava também como futebolista. Viktor voltou cedo para o país de seu pai.

### Nyva Vinnystia
Aos 11 anos começou sua carreira como jogador pelo tradicional Nyva Vinnystia.

### Dynamo de Kiev
Em 2011, seu potencial foi visto pelo clube do Dynamo de Kiev e fora levado para suas categorias de base.
Aos 18 anos, no dia 14 de agosto de 2016, fez sua estreia como jogador profissional numa partida contra o Stal Kamianske pelo Campeonato Ucraniano.
Na temporada 2018–19 foi considerado por três vezes o jogador do mês do Campeonato Ucraniano.

### Girona
No dia 17 de janeiro de 2023, Tsyhankov foi apresentado oficialmente pelo Girona.
Por coincidência, na mesma semana, Mykhailo Mudryk foi apresentado no Chelsea, naquela que foi uma das mais caras do mundo.
O primeiro jogo com a camisa do Girona foi contra o Valencia pela 19° rodada da LaLiga em que ele sai do banco, substituindo Ivan Martin aos 78'.
O primeiro gol foi no jogo Girona vs Almería em que o Girona meteu uma goleada de 6 x 2.

## Seleção Ucraniana
Fez sua estreia pela seleção principal da Ucrânia nas Eliminatórias para a Copa do Mundo de 2018 contra a Seleção Finlandesa em 12 de novembro de 2016. O resultado final foi de 1-0 e ele entrou no lugar de Yevgen Konoplyanka, ficando apenas 7 minutos em campo.

## Estatísticas[1]
| Equipe         | Temporada | Campeonato nacional | Campeonato nacional | Campeonato nacional | Taças nacionais | Taças nacionais | Taças nacionais | Competições continentais | Competições continentais | Competições continentais | Total | Total | Total   |
| Equipe         | Temporada | Jogos               | Gols                | Assist.             | Jogos           | Gols            | Assist.         | Jogos                    | Gols                     | Assist.                  | Jogos | Gols  | Assist. |
| -------------- | --------- | ------------------- | ------------------- | ------------------- | --------------- | --------------- | --------------- | ------------------------ | ------------------------ | ------------------------ | ----- | ----- | ------- |
| Dynamo de Kiev | 2016–17   | 20                  | 3                   | 4                   | 3               | 1               | 1               | 6                        | 1                        | 1                        | 29    | 3     | 4       |
| Dynamo de Kiev | 2017–18   | 27                  | 13                  | 10                  | 2               | 1               | –               | 10                       | 3                        | 4                        | 40    | 17    | 14      |
| Dynamo de Kiev | 2018–19   | 31                  | 18                  | 11                  | 1               | –               | –               | 13                       | 2                        | 6                        | 40    | 20    | 17      |
| Dynamo de Kiev | 2019–20   | 27                  | 14                  | 5                   | 4               | 1               | –               | 8                        | 2                        | 3                        | 39    | 17    | 8       |
| Dynamo de Kiev | 2020–21   | 8                   | 4                   | 2                   | –               | –               | –               | 5                        | 2                        | –                        | 13    | 6     | 2       |
| Total          | Total     | 113                 | 52                  | 32                  | 10              | 3               | 1               | 42                       | 10                       | 14                       | 161   | 63    | 45      |

## Títulos

### Dynamo de Kiev
- Supercopa da Ucrânia: 2018, 2019, 2020
- Copa da Ucrânia: 2019–20

### Individuais
- Promessa Ucraniana Sub-21: 2018
- Jogador Ucraniano do Ano: 2018
- Jogador da temporada do Campeonato Ucraniano: 2018–19